# Comme 'o destino d'e fronne/'O sarracino
Comme 'o destino d'e fronne/'O sarracino è il sesto singolo su 7" de I Jaguars pubblicato nel 1967 dalla CDB.

## Tracce
Lato A
1. Comme 'o destino d'e fronne (Lorenzo Tolu, Mario Sessa, Vittorio Maresca)

Lato B
1. 'O sarracino (Nicola Salerno, Renato Carosone)